# IC 2891
IC 2891 ist eine Balken-Spiralgalaxie vom Hubble-Typ SB im Sternbild Löwe an der Ekliptik. Sie ist schätzungsweise 1086 Millionen Lichtjahre von der Milchstraße entfernt.
Das Objekt wurde am 27. März 1906 von Max Wolf entdeckt.